# Бойківщина (зупинний пункт)
Бо́йківщина — пасажирський залізничний зупинний пункт Шевченківської дирекції Одеської залізниці.
Розташований поблизу села Бойківщина, Драбівський район Черкаської області на лінії Оржиця — Золотоноша I між станціями Мехедівка (4 км) та Драбове-Барятинське (7 км).
На платформі зупиняються приміські електропоїзди.